# Samuel Wilander
Samuel Wilander, född 26 april 1781 i Stockholm, död 2 april 1832 i Stockholm, var en svensk riksbankskamrer och målare.
Han var son till vaktmästaren Anders Wilander och Maria Hagberg och gift första gången 1804 med Anna Margareta Nordberg och andra gången efter 1824 med Kristina Karolina Norling. Wilander studerade i unga år vid Konstakademien i Stockholm där han belönades med tredje medaljen för ornaments ritningar vid Principe Scholan 1796. Han anställdes senare vid Riksbanken där han blev tjänsteman 1801 och kamrer 1824. Vid sidan av sitt arbete var han verksam som miniatyrmålare i gouache. Wilander är representerad vid Finlands Nationalmuseum med porträtt av lagman AJ Söderlund och löjtnant Udelius samt vid Sinebrchoffska samlingen, Nationalmuseum i Stockholm och Göteborgs konstmuseum.